# Franz Anton von Zauner
Franz Anton von Zauner (Kaunerberg, 5 luglio 1746 – Vienna, 3 marzo 1822) è stato un architetto austriaco.
Fu un esponente del neoclassicismo, seguace del pittore austriaco Georg Raphael Donner

## Biografia
Zauner studiò a Vienna, nel 1781 divenne insegnante, nel 1796 professore e consigliere dell'Accademia di Vienna e nel 1806 Direttore della classe di pittura e scultura. Il 1º settembre 1784 fu accettato nella loggia massonica Zur wahren Eintracht (Alla vera unità) e ottenuta la "patente" massonica entrò a far parte della Loggia Zur Wahrheit (Alla Verità).

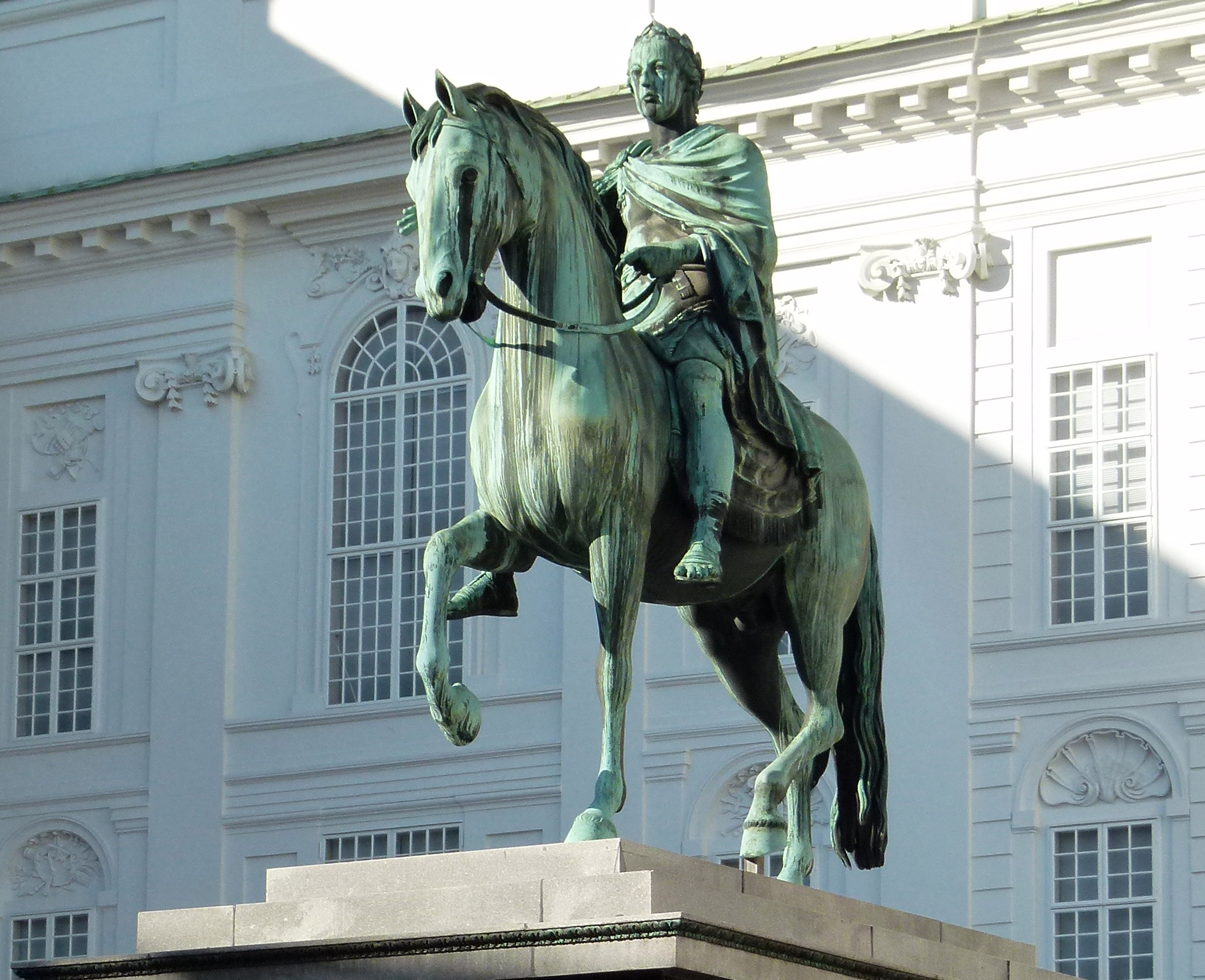
Stata equestre di Giuseppe II sulla Josefsplatz in Vienna

I suoi capolavori sono le statue equestri dell'imperatore Giuseppe II, per la quale egli nel 1807 ricevette dall'imperatore Francesco II il titolo nobiliare, e il cenotafio di Leopoldo II nella Chiesa di Sant'Agostino a Vienna. Egli realizzò anche la tomba del feldmaresciallo Laudon ad Hadersdorf. Zauner lavorò particolarmente contro il manierismo dei suoi tempi e cercò di avviarsi a uno studio più approfondito dell'antichità.
Alla sua morte fu sepolto nel cimitero di Vienna-Matzleinsdorf, oggi Parco Waldmüller.
Nel 1894 nel distretto viennese di Landstraße (III distretto) fu a lui intitolata la Zaunergasse.

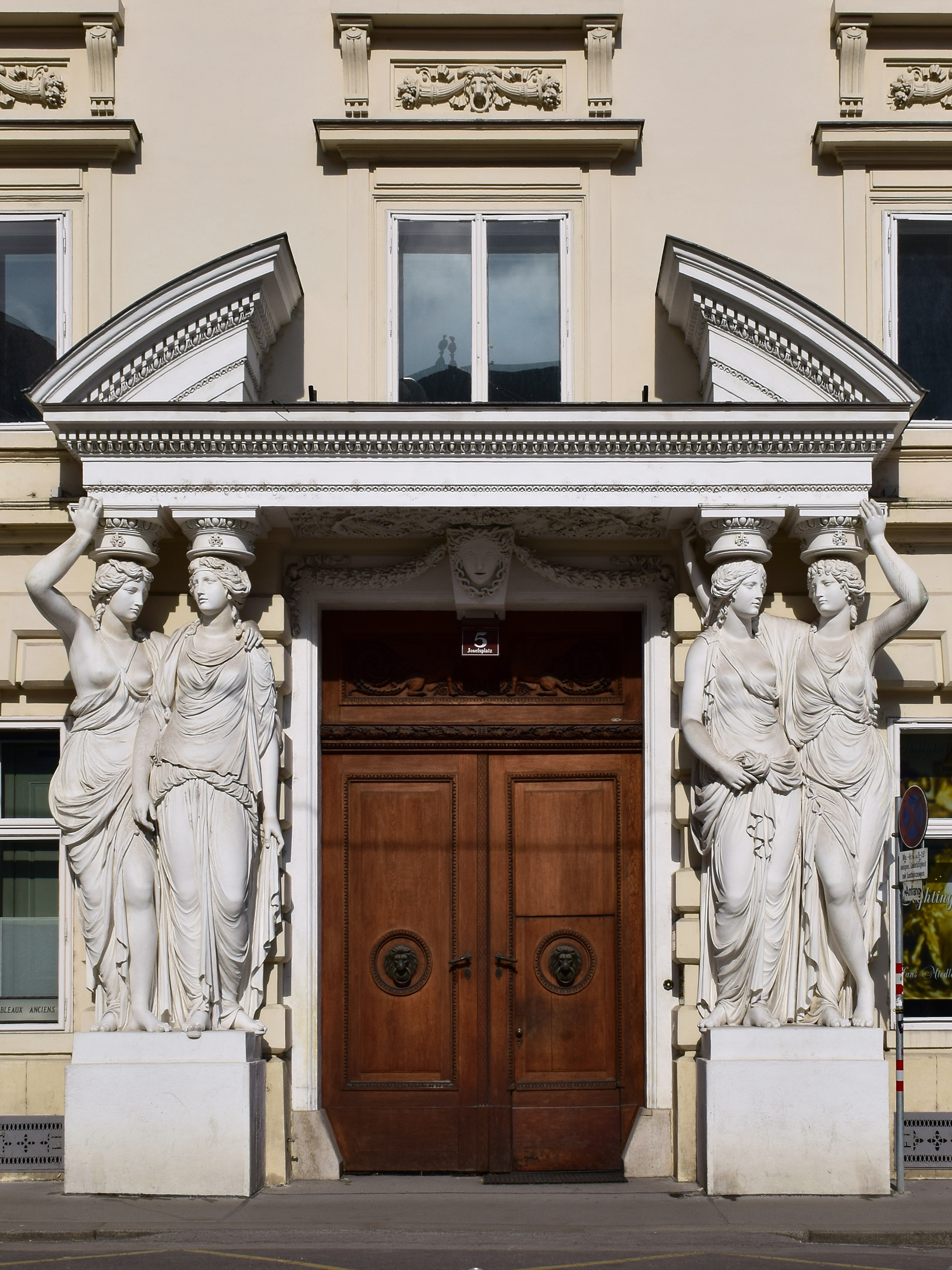
Portale del Palazzo Pallavicini sulla Josefsplatz di Vienna, decorato con quattro cariatidi, opera di Franz Anton von Zauner